# Francisco Pedro do Amaral
Francisco Pedro do Amaral (Rio de Janeiro, 1790 — Rio de Janeiro, 10 de novembro de 1830) foi um pintor, desenhista, decorador, e cenógrafo brasileiro. Dentre as técnicas que aprendeu, dominava a douração e o estuque. Pertenceu, juntamente com Simplício de Sá, ao primeiro grupo de alunos de Debret. As informações sobre o artista são desconexas e sofrem de carência documental primária, mas, ao que tudo indica, foi sepultado na Igreja do Hospício, com honras eclesiásticas. Além disso, é autor, dentre outras obras, das pinturas decorativas da casa da marquesa de Santos, em São Cristóvão, e o retrato a óleo da própria marquesa existente no Museu Histórico Nacional.
Assim como seus mestres, José Leandro de Carvalho e Manuel Dias de Oliveira, pertenceu à Escola Fluminense de Pintura, nome dado aos artistas e pintores cariocas em atividade no século XVIII.
Para o período histórico em que viveu, Francisco Pedro do Amaral fez parte da nova ideia de formação artística que surgia no Brasil. Estudou os fundamentos presentes na Escola Fluminense, além inserir traços da arte francesa da época em suas obras, por influência dos ensinamentos proveniente do próprio Manuel Dias e de Jean-Baptiste Debret, ícone do movimento artístico francês. Esteve presente no período de transição das habilidades e técnicas plásticas.

## Vida artística e carreira
Iniciou os estudos de desenho com o mestre José Leandro de Carvalho ainda no século XVIII, por um período de tempo indeterminado. Em seguida ingressou na Aula Régia de Desenho e Figura, primeira instituição de ensino de Arte Plásticas, fundada em 1800 e dirigida por Manuel Dias de Oliveira. Francisco Pedro do Amaral foi aluno desde a criação até 1807. Candidatou-se para professor substituto da Aula, mas apesar dos trabalhos apresentados terem causado boa impressão, não teve sucesso em seu pleito. A intenção era conseguir a vaga apresentando suas contribuições para Tomás Antônio de Vila Nova Portugal, político português, que fazia parte e atuava como desembargador ordinário no tribunal Desembargo do Paço, no Rio de Janeiro. Em meados de 1811, após o fracasso, dedicou-se a trabalhar como ajudante do cenógrafo artista português Manoel da Costa, que era conhecido por seu mau temperamento e trabalhar, à época, para o Real Teatro de São João. Esta era a única fonte de recursos para Amaral e, após um desentendimento, houve o rompimento entre ambos.
Entre 1807 e 1811, acredita-se que Francisco Pedro do Amaral, além dos trabalhos mostrados a Tomás Antônio de Vila Nova Portugal, tenha executado algumas tarefas menores, como singelas encomendas e serviços básicos.
Após alguns anos de trabalho junto a Manoel da Costa, Amaral passou a trabalhar com o arquiteto italiano Argenzio. Logo em seguida, voltou a atuar em conjunto com seu primeiro professor, José Leandro de Carvalho, e Francisco Ignácio no Teatro de São João. Neste momento, foi convidado e aceitou a proposta para produzir tarefas na Casa Imperial, onde teve outra ocupação e dedicou-se exclusivamente à decoração.
No início do século XIX, algo em torno de 1816, a Missão Artística Francesa chegou ao Rio de Janeiro. Entretanto, a cidade já possuía uma vida artística considerável e bem estruturada por conta da Escola Fluminense de Pintura. Liderada por um grupo de artistas franceses, revolucionou o panorama das Belas Artes e introduziu as artes plásticas no sistema acadêmico do Brasil. Francisco Pedro do Amaral entrou em contato com estas práticas e tornou-se um dos primeiros alunos e discípulos de Jean-Baptiste Debret, consagrado pintor francês. Amaral começou a ter aulas particulares com o novo mestre antes mesmo de ser instituída oficialmente na Academia Imperial das Belas Artes, escola de ensino superior localizada na capital carioca e extinta de maneira autônoma em 1931. Depois da aprovação do curso, Amaral participou da realização de três exposições da Academia, todas apresentando trabalhos dos alunos. Ao ver as obras, Jean-Baptiste Debret notou o talento de Francisco Pedro do Amaral e demonstrou imediatamente uma grande simpatia com o novo aluno, que fez parte das primeiras turmas.
Mesmo frequentando as aulas de Debret, Amaral também teve outras apropriações, como diversos trabalhos de cunho oficial durante este período. Sendo assim, começou a ser considerado como um dos principais artistas e pintores a serviço da Corte.
Em 1828, Francisco Pedro do Amaral foi encarregado de decorar a Biblioteca Nacional, ocupação que passou a ser a sua principal até o final da vida. A encomenda veio por parte do Frei Antônio de Arrábida, padre franciscano português, posteriormente nomeado como Bispo de Anemúria. Os reparos e pinturas decorativas feitas por Amaral no local em questão, contudo, se perderam com o tempo, indicando falta de cuidado e conservação.
O auge da carreira de Francisco Pedro do Amaral ocorreu entre os anos de 1924 e 1929, quando teve uma vida profissional intensa e desempenhou incontáveis trabalhos. Além de ter realizado tarefas na Biblioteca Nacional, foi responsável pela decoração de diversas festas e outras ações em residências particulares, incluindo o Palacete do Caminho Novo. Nesta construção, ficou responsável pela pintura e afrescos nas paredes e teto. Também pintou o retrato da Marquesa de Santos, provavelmente sua maior e mais conhecida atividade artística. Fundou a Sociedade de São Lucas em 1827, com a provável presença de José Leandro de Carvalho, seu primeiro mestre, entre os associados. Pesquisadores ainda ressaltam que Amaral foi pensionista na Academia Imperial das Belas Artes.
Sem contar todos os notáveis serviços prestados, Francisco Pedro do Amaral ainda executou a função de caricaturista. Teria auxiliado D. Pedro I no uso da prensa litográfica, recém chegada ao Brasil.
Em 1829, perto do fim de vida e, consequentemente, da carreira, ainda decorou os coches da Casa Imperial, que foram selecionados e restaurados para o casamento de D. Pedro I com D. Amélia.

## Morte e legado
Em outubro de 1930, foi chamado pela Corte para realizar mais um trabalho, desta vez no Largo do Rocio (atualmente Praça Tiradentes). Durante o processo de instalação da iluminação no local, Francisco Pedro do Amaral teve de pausar o serviço por conta de problemas de saúde. A condição física debilitada afirmava o diagnóstico de tuberculose. Com isso, faleceu em 10 de novembro de 1930, com a estimativa de idade próxima aos 40 anos.
Apesar dos diversos e bons trabalhos executados e da carreira artística intensa, Amaral não teve retornos e condições financeiras suficientes durante a vida. Entretanto, Francisco Pedro do Amaral foi um artista muito estimado em seu tempo pela qualidade dos seus serviços e do apelo social. Além disso, estudos ressaltam que cuidou dos filhos e dos irmãos. Mesmo com informações imprecisas, sabe-se que Amaral sempre esteve próximo sua mãe e de uma irmã, a quem fazia companhia constantemente, mas não é possível afirmar que teve deve, de fato, descendentes, uma vez que dados e informações concretos poderiam ser levantados com maior facilidade e convicção.

## Obras

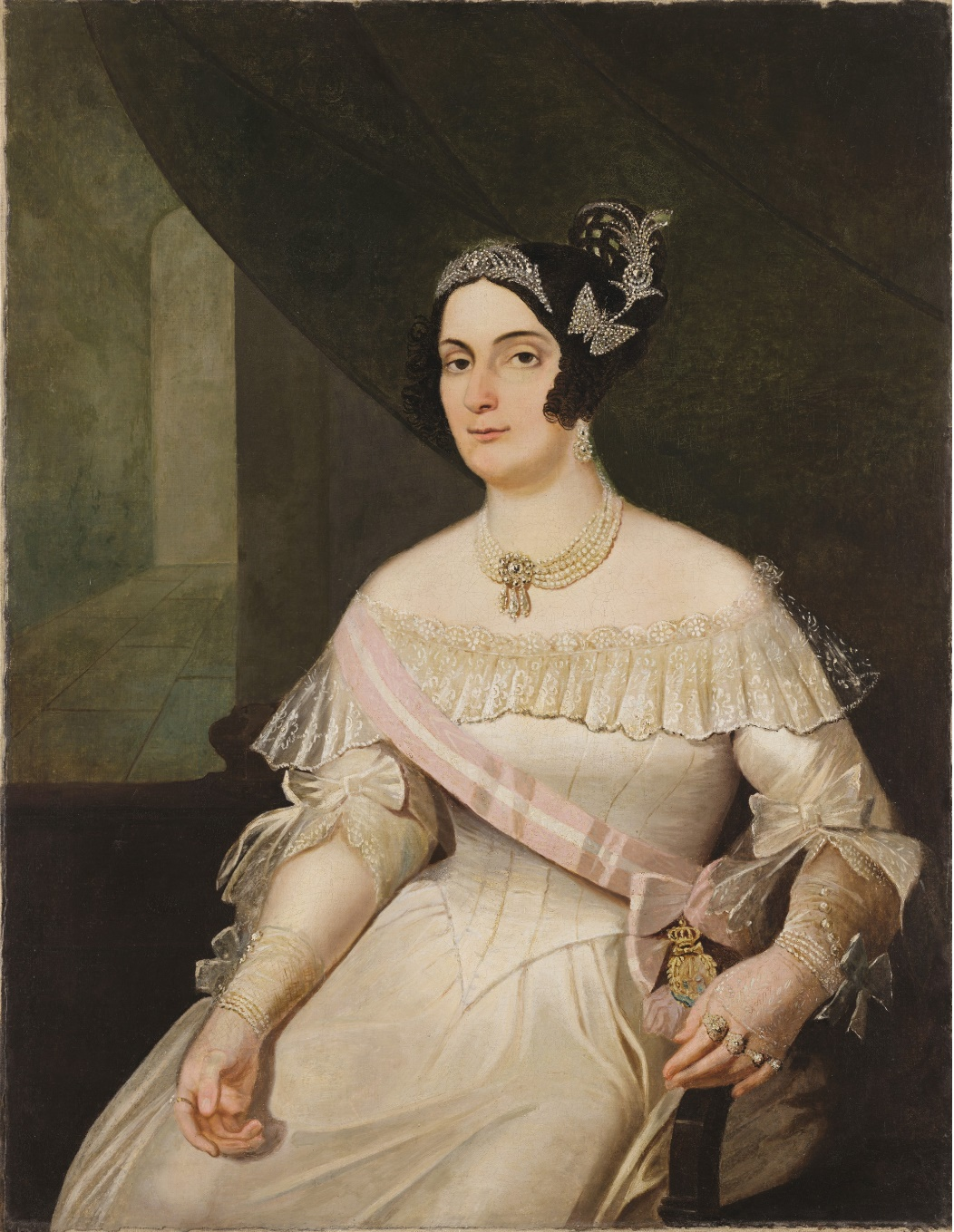
Retrato da Marquesa dos Santos

Não existem muitos registros das características das obras de Francisco Pedro do Amaral antes de 1800. Imagina-se que tenha peculiaridades similares ao que era feito na época, como uma composição mais simplificada nos traços da obra. As cores utilizadas não possuíam grande ênfase, tendo um visual mais escuro e sóbrio. O recurso de cópias de estampas estava constantemente presente nos recursos dos pintores fluminense, repleto de sinais do Neoclassicismo europeu. Este plano artístico foi adotado como método acadêmico no período.
No entanto, outras fontes sugerem que Amaral utilizava-se de uma grande qualidade para desenhar o que pensa. As esculturas do autor retrata modelagens quase perfeitas, além de ressaltarem todo o equilíbrio entre os elementos utilizados na obra. A riqueza de detalhes, portanto, expressam nitidez e retratam o compromisso intenso com o Neoclassicismo mencionado anteriormente.
Novamente, Francisco Pedro do Amaral reitera a mudança do pensamento artístico brasileiro, evoluindo a ideia da arte colonial e unindo concepções distintas em sua origem, além de empregar as características estéticas que entrou em contato durante toda a carreira.

### Lista de obras
Lista com as principais obras de Francisco Pedro do Amaral, entre desparecidas e ainda existentes em dias atuais:
| OBRAS                                                                                       | ANO          | LOCALIZAÇÃO                            |
| ------------------------------------------------------------------------------------------- | ------------ | -------------------------------------- |
| Cabeça de mulher                                                                            | 1805         | Acervo da Fundação Biblioteca Nacional |
| Miscelânea (oferecida ao ministro Tomás Antônio de Vila Nova Portugal)                      |              | Desaparecida                           |
| Projeto de monumento à Constituição                                                         | 1822         | Acervo da Fundação Biblioteca Nacional |
| Decorações das salas da Quinta da Boa Vista                                                 |              |                                        |
| Decoração das salas do Paço da Cidade                                                       |              |                                        |
| Decoração da residência de Plácido Antonio Pereira de Abreu                                 |              | Desaparecida                           |
| Decoração do antigo solar do Marques de Inhambupe                                           |              |                                        |
| Decoração efêmera da cidade, para os festejos por ocasião do regresso de D.Pedro I da Bahia | 1826         |                                        |
| Decoração de algumas salas da Biblioteca Pública, no antigo Convento do Carmo               | 1828         | Desaparecida                           |
| Retrato da Marquesa de Santos                                                               | 1827         | Museu Histórico Nacional               |
| Decoração do Solar da Marquesa de Santos (Palacete do Caminho Novo)                         | 1827 (circa) | Museu do Primeiro Reinado              |
| Pintura dos antigos coches da Casa Imperial                                                 | 1829         | Museu Imperial de Petrópolis           |
| Iluminação da cidade para as comemorações do dia 12 de outubro                              | 1830         |                                        |

### Monumento a Dom Pedro I
O monumento a Dom Pedro I foi inaugurado em 30 de março de 1862, utilizando-se fielmente o projeto pensado anteriormente por Francisco Pedro do Amaral. Representava o imperador em uma escultura que sugeria a ideia de libertador do povo. O monumento marcou a história da escultura brasileira, além de ter a frase "Independência do Brasil" inscrita em sua composição.

### Alegoria a Nossa Senhora da Conceição
Na obra "Alegoria a Nossa Senhora da Conceição", feita para decorar o salão principal do Palacete do Caminho Novo, Amaral demonstra suas qualidades artísticas. Retrata alegorias dos continentes. No trecho em que, de certa forma, menciona a América, enaltece a presença de uma mulher indígena com traços físicos caucasianos, em meio a uma paisagem ou ambiente tropical. As vestimentas sugerem que seja uma índia. Frutos estão presentes ao seu redor, induzindo o pensamento a uma natureza morta. Segura uma ave típica da região em questão. Talvez por influência francesa, a imagem parece ser apenas uma caricatura ou simulação longe de ser exata da realidade da América em que vive.

### Cabeça de Mulher
Em "Cabeça de Mulher", desenho que Francisco Pedro do Amaral levou algo em torno de dois anos para concluir, é possível deduzir que o artista tenha utilizado a técnica da cópia de outra obra arte, e não um modelo vivo. Ressalta o método de cópias de estampas mencionados anteriormente. No entanto, não retira a possibilidade de uma atuação em conjunto das duas maneiras de cópias. Quando havia a presença de modelos, os alunos e mestres visavam criar uma nova imagem a partir da referência que tinham à frente.

### As alegorias dos Quatro Continentes

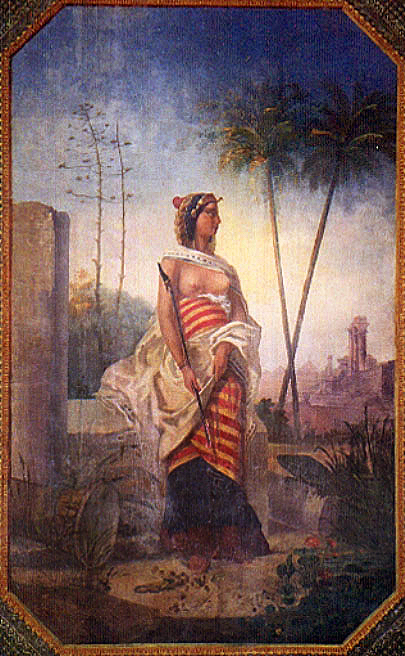
África
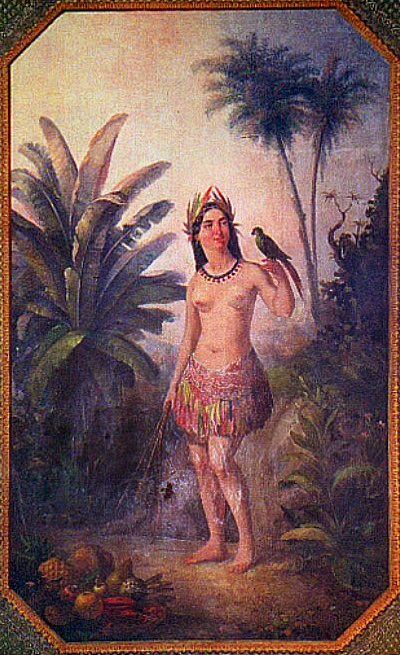
América
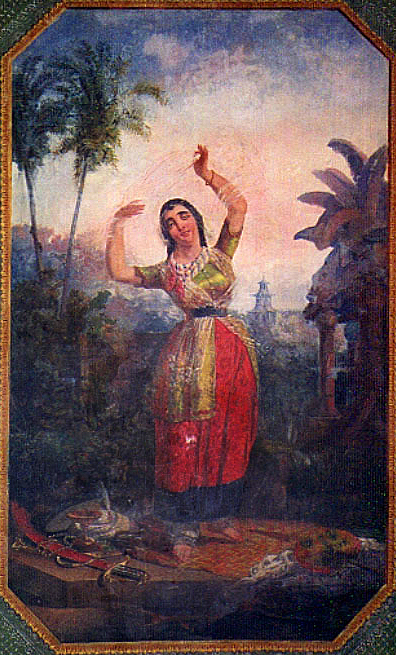
Ásia
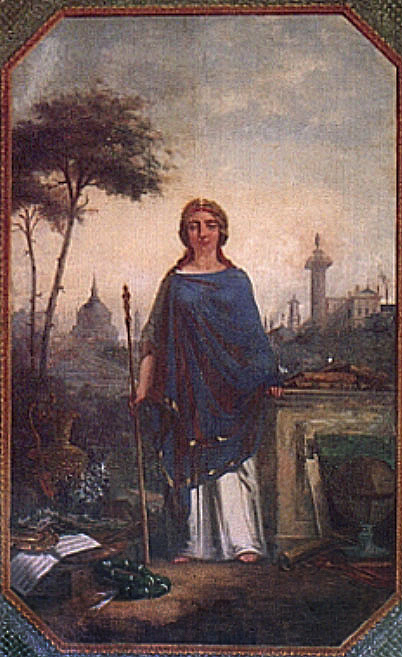
Europa